# Losseni Konaté
Losseni Konaté (29 december 1972) is een voormalig Ivoriaans profvoetballer, die speelde als doelman.

## Clubcarrière
Konaté sloot zijn loopbaan in 2008 af bij de Thaise club Coke-Bangpra Chonburi, na eerder gespeeld te hebben in Ivoorkust, Tunesië, Finland en Frankrijk.

## Interlandcarrière
Konaté debuteerde in 1990 in het Ivoriaans nationaal elftal en speelde in totaal 44 interlands. Hij won in 1992 met zijn vaderland het toernooi om de Afrika Cup door in de finale Ghana na strafschoppen (11-10) te verslaan. Zijn voornaamste concurrent bij "De Olifanten" was Alain Gouaméné.